# 帕提赫·莫斯里莫夫
帕提赫·莫斯里莫夫（Fatih Muslimov，1900年—1980年），新疆的苏联侨民，三区叛乱的发动者之一。

## 生平
1944年8月，苏联侨民帕提赫·莫斯里莫夫组织巩哈游击队，发动“巩哈暴动”。1944年10月初，伊斯哈克拜克·木农阿吉在苏联会见了巩哈游击队负责人帕提赫，两人决定在巩哈发动叛乱。同年10月5日，巩哈游击队和民众共1600余人在乌拉斯台山暴动，分为三路进攻巩哈县城。经过27小时的战斗，10月7日守军投降，巩哈县城被叛军占领。伊宁的中国驻军主力1600人被调往巩哈镇压。苏联侨民法铁依·伊凡诺维奇·列斯肯在果子沟组织游击队，与巩哈游击队形成战略呼应。
1944年11月伊宁事变后，帕提赫·莫斯里莫夫任巩哈县县长。任内利用职权敛财，财产超过其原有的数千倍。
1946年6月1日，三区革命政府通过决议，授予艾尼（Gani Batur）、帕提赫·莫斯里莫夫二人“人民英雄”称号。这两人均为巩哈暴动的发难者，在攻打巩哈、伊宁的战斗中立下功勋。
1951年7月12日，《新疆日报》刊登《法提合在新疆的罪行》，揭露他的劣迹。帕提赫无法在新疆立足，不得不迁居回到苏联。
1980年，帕提赫·莫斯里莫夫逝世。

## 备注

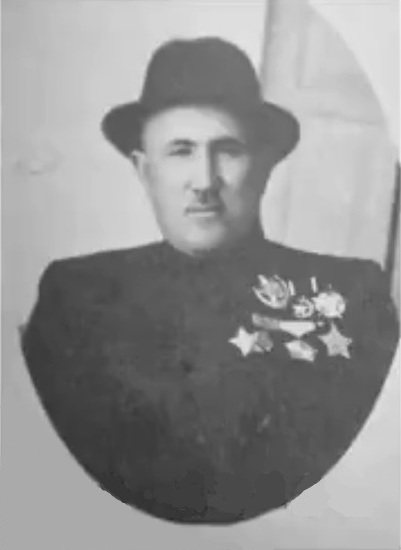
帕提赫·莫斯里莫夫

1. ↑  “帕提赫”又译作“法提合”